# Vitézkosbor
A vitézkosbor (Orchis militaris) a kosborfélék családjába tartozó, Magyarországon védett növényfaj.

## Megjelenése
A vitézkosbor 25-50 (ritkán 65) cm magas, lágyszárú, évelő növény. Ikergumói a talajban találhatók. Tőlevélrózsáját 3-6 tojásdad vagy széles-lándzsás alakú, 8-14 cm hosszú és 2-4,5 cm széles, fényes világoszöld tőlevél alkotja. A száron további 1-2, jóval kisebb, szárölelő levél található.     
Májusban virít. A virágzat ovális vagy hengeres dús, tömött fürt, amelyet 20-40 (60) virág alkot. A lepellevelek (szirmok) sisakszerűen összeborulnak, színük kívül fehéres vagy halványrózsaszínű, belül ibolyásvörösen erezettek. A külső lepellevelek tojásdad-hosszúkásak, hosszuk 11-15 mm, szélességük 4-6 mm. A belső lepellevelek szálasak, 8-12 mm hosszúak és 1,3-2 mm szélesek. A mézajak (labellum) mélyen háromosztatú és a középső rész is két karéjra tagolt; összességében kis emberkére emlékeztet. Színe középen fehér; kis, sötétvörös vagy -lilás szőrpamacsokkal. Szélei színe a rózsaszíntől a sötét bíborliláig terjedhet. Fehéres vagy halványrózsaszín sarkantyúja lefelé irányul, csúcsa tompa, hossza 5,5-7 mm.                
Termése 12-15 mm hosszú, 4-5 mm széles toktermés, amelyben átlagosan 4800 (1000-11100) apró mag fejlődik.     

## Elterjedése
Eurázsiában honos, Nyugat-Európától egészen Mongóliáig. Elterjedése területének északi határa Délkelet-Anglián, Hollandián, Dánián, Dél-Svédországon, a Baltikumon át húzódik. Délen Északkelet-Spanyolországig, Közép-Olaszországig, Észak-Görögországig és a Krímig hatol. Európában 2010 méteres magasságig találták meg. Magyarországon a Nagy-Alföld kivételével mindenütt megtalálható, leginkább a síkságokon (55%) vagy dombvidékeken (25%) gyakori.        

## Életmódja
Hegyi, homoki, irtás- és lápréteken, pusztafüves lejtőkön, ligeterdőkben, tölgyesekben, karsztbokoerdőkben, láperdőkben él. Előfordul bolygatott élőhelyeken, homokbányákban, vasúti töltések oldalában, felhagyott gyümölcsösökben, szőlőkben is. Fényigényes, legfeljebb részleges árnyékolást tűr el. Élőhelyein a talaj  pH-értékét 6,0-8,3 közöttinek mérték.    
A csírázás után a harmadik évben képeznek gumót, majd további 4-5 év múlva virágoznak először. Egy állományban átlagosan a tövek 25%-a virágzik egyszerre egy évben. A többi orchideához hasonlóan csírázásához és fejlődéséhez gombákkal áll szimbiózisban, partnereként Tulasnella, Epulorhiza, Cerratobasidium, Sebacina fajokat azonosítottak. 
Hajtásai hóolvadás után (éghajlattól függően december-április között) jelennek meg a felszínen; áprilisra minden tőlevele kiterül. Április végétől június elejéig virágzik, középnapja május 19. A virágokat vadméhek, faliméhek, vagy házi méh porozza be. A megtermékenyülési arányt Angliában mindösssze 5%-nak, Magyarországon 38%-nak, míg Ukrajnában 65-75%-nak mérték. Vegetatívan is szaporodhat. Megfigyelték a bíboros kosborral, a bábukosborral és a majomkosborral alkotott hibridjeit.

## Természetvédelmi helyzete
A vitézkosbor nagy területen elterjedt, bár viszonylag ritka és egyedszáma csökkenő tendenciát mutat; a Természetvédelmi Világszövetség Vörös listáján "nem fenyegetett" státusszal szerepel. Elsősorban élőhelyének eltűnése fenyegeti, a rétek bokrosodását, cserjésedését nehezen viseli, de a szakszerű cserjeirtás helyreállíthatja állományát. Magyarországon eddig összesen 354 állományát mérték fel, amelyből 283 1990 után is megmaradt, visszaszorulásának mértéke 20%-os. Teljes hazai egyedszáma több százezresre becsült. 1982 óta védett, természetvédelmi értéke 10 000 Ft.

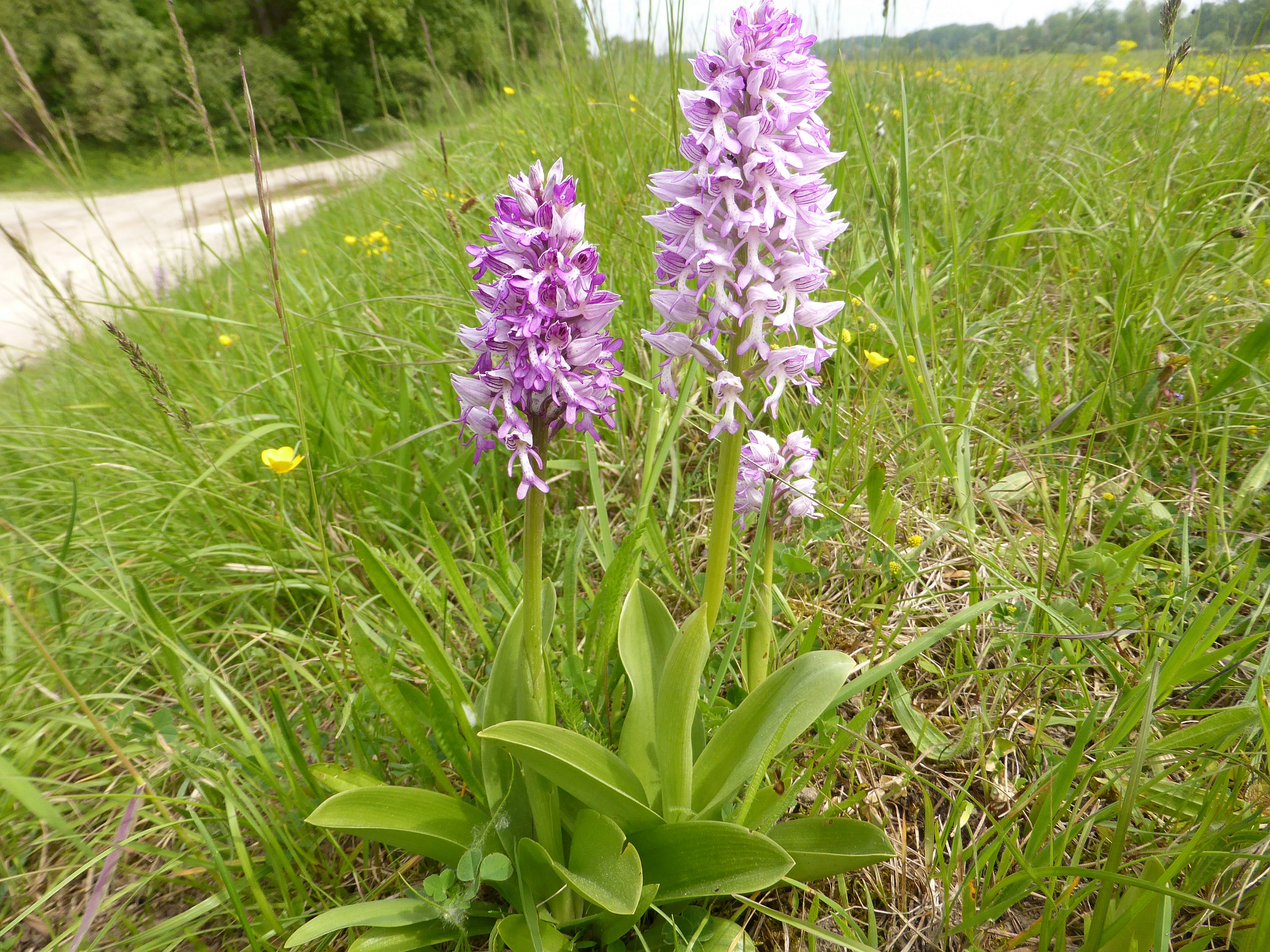
Habitusa
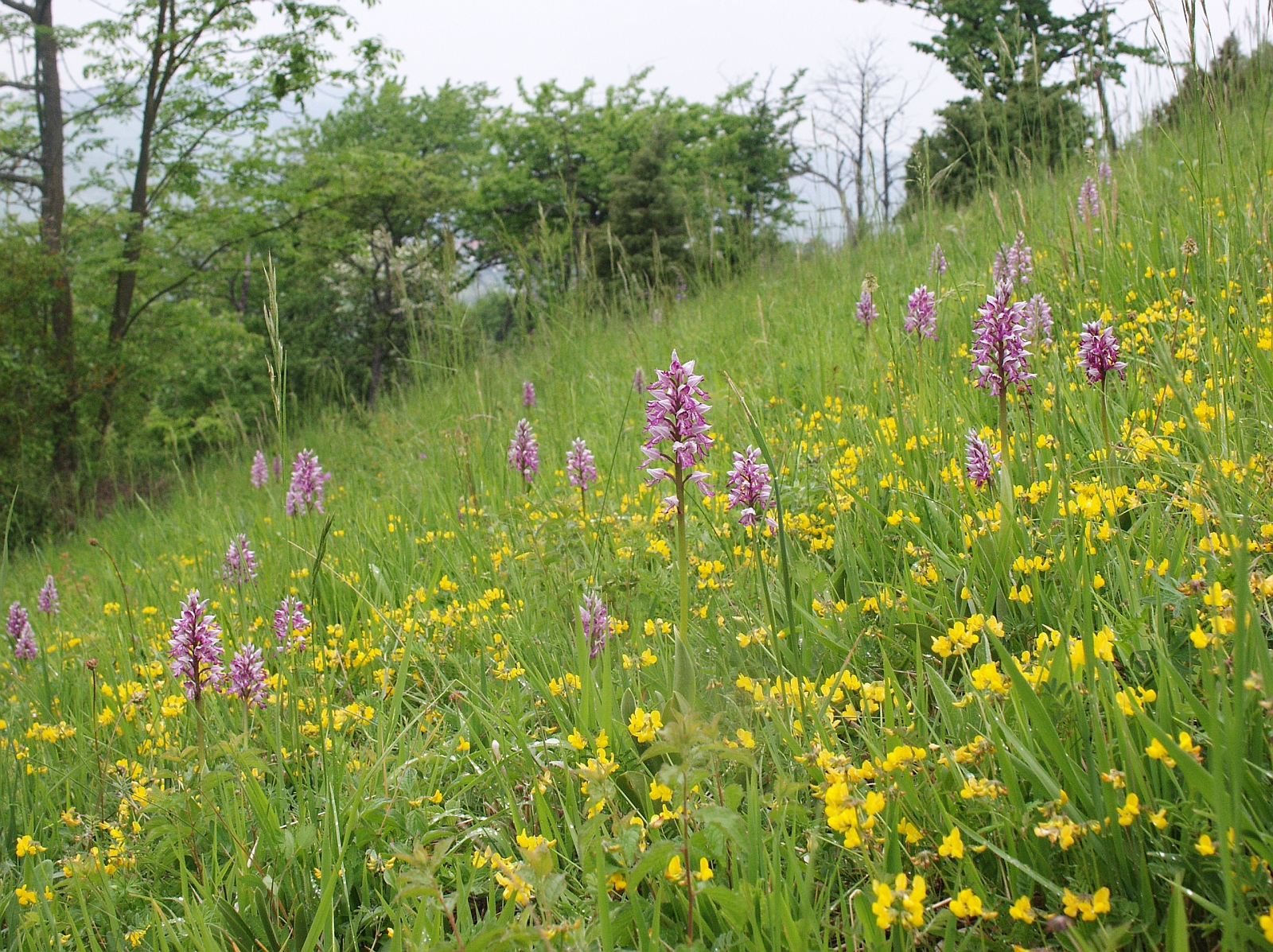
Természetes élőhelyén
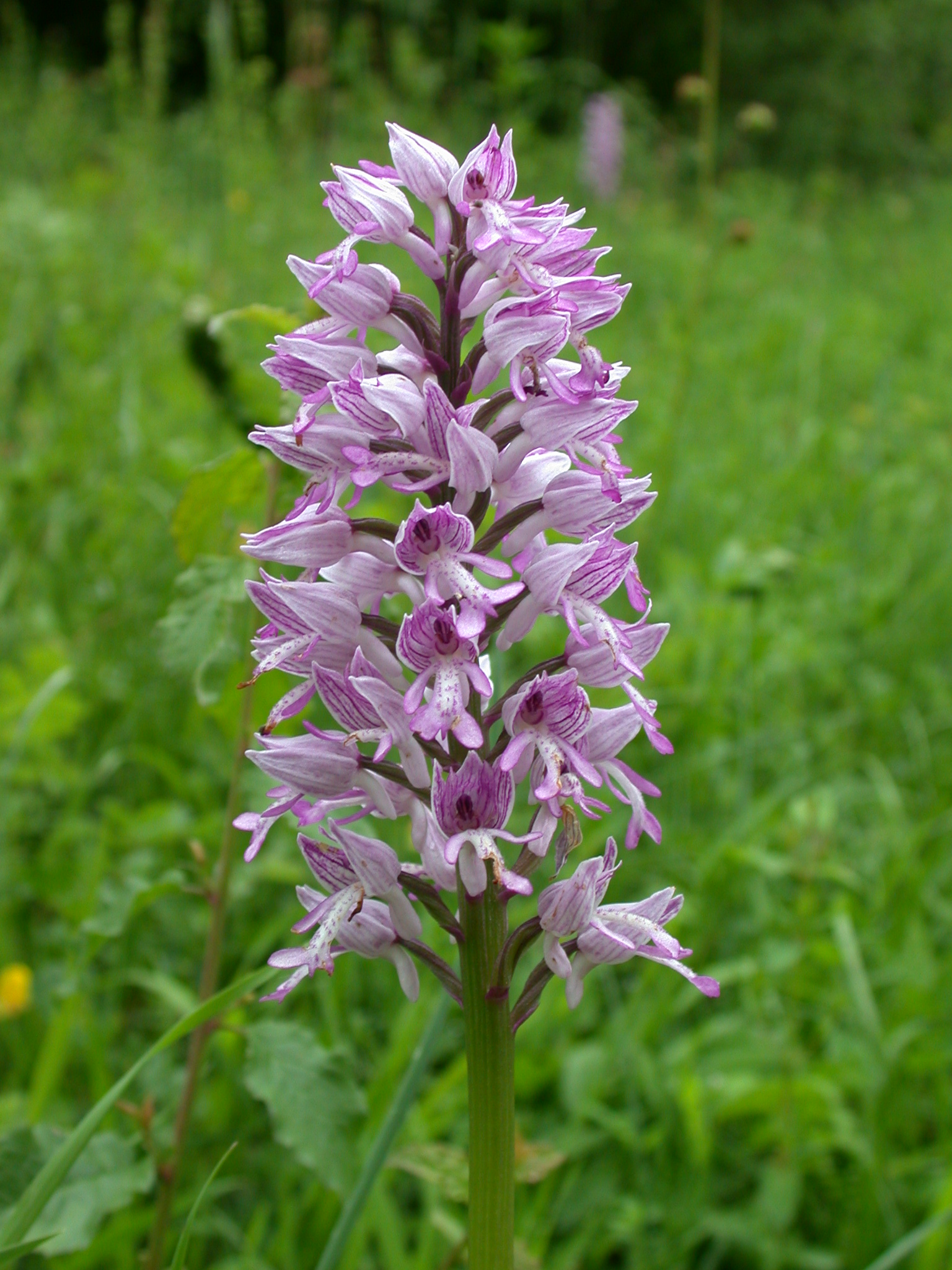
Virágzata
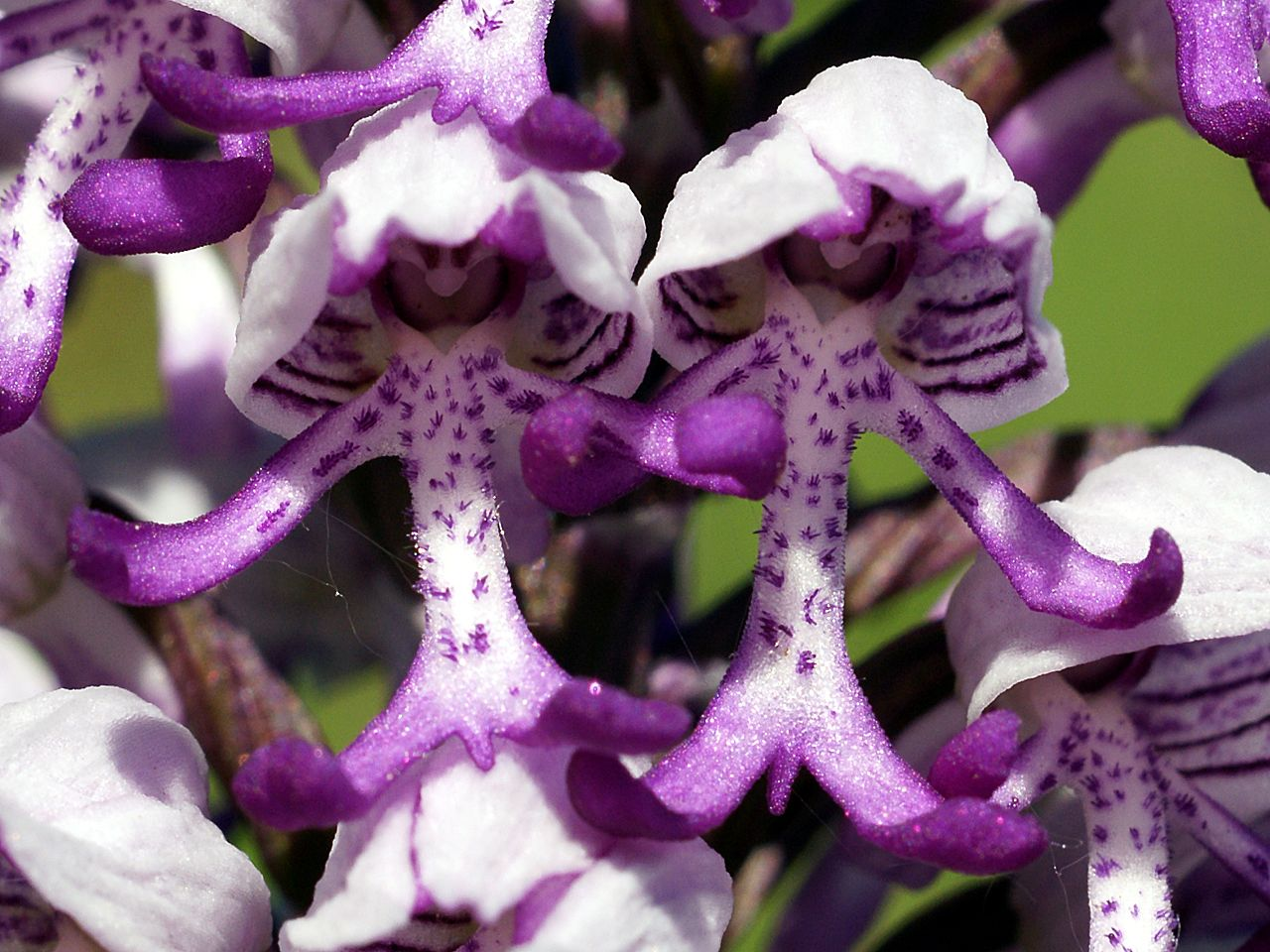
Virága
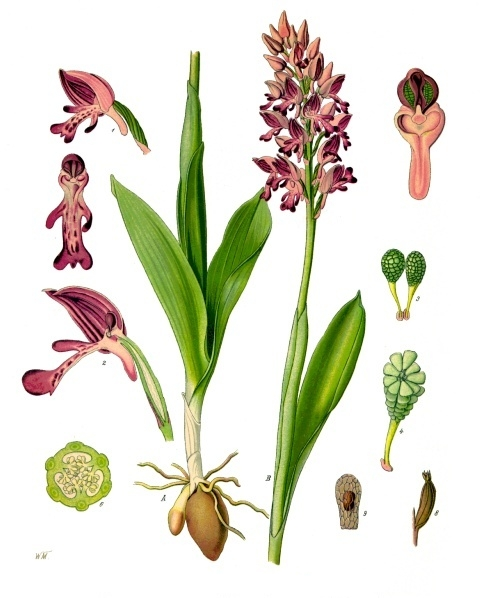
Ábrázolása egy német gyógynövénykönyvben (1897)